# Jean Leray
Jean Leray (Nantes, 7 novembre 1906 – La Baule, 10 novembre 1998) è stato un matematico francese che ha lavorato nei campi delle equazioni differenziali alle derivate parziali e della topologia algebrica.

## Riconoscimenti
Nel 1971, l'Accademia Nazionale dei Lincei (Italia) gli ha conferito il Premio Internazionale Antonio Feltrinelli per i suoi meriti di scienziato.